# Mariann Gajhede

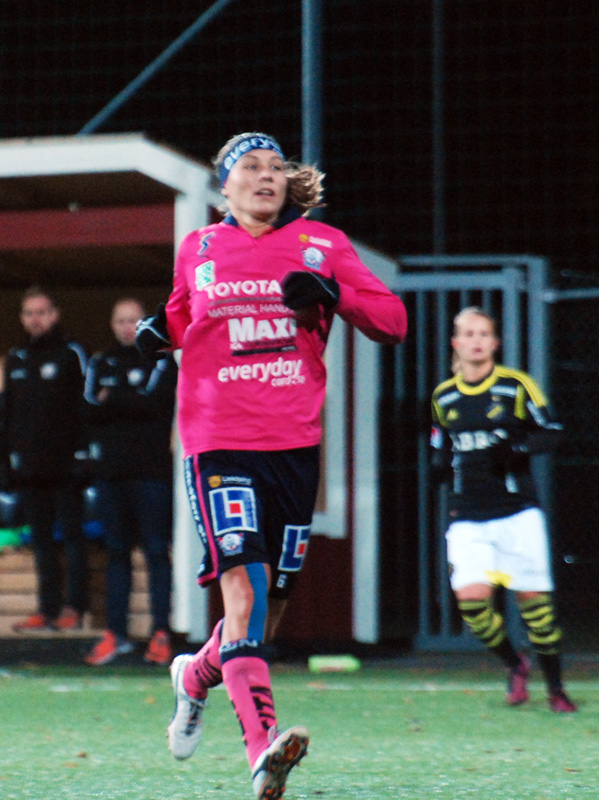
Mariann Gajhede Knudsen 2012

Mariann Gajhede Knudsen, född 16 november 1984 i Skagen, är en dansk före detta fotbollsspelare som spelade centralt på mittfältet. Hon har spelat 107 matcher för Danmarks damlandslag i fotboll.  Hon har även spelat med Fortuna Hjørring och var med i Women's Champions League-finalen 2003 som de förlorade mot Umeå IK. År 2008 utsågs hon till bästa spelare av danska fotbollsförbudet och 2011 började hon spela för Linköpings FC.